# ヨセフの衣を受けるヤコブ
『ヨセフの衣を受けるヤコブ』(ヨセフのころもをうけるヤコブ、西: La túnica de José、英: Joseph's Tunic) は、バロック期のスペインの巨匠ディエゴ・ベラスケスが第1回目のイタリア滞在中の1630年に制作した旧約聖書主題のキャンバス上の油彩画である。有機的な人物群の配置、解剖学による裸体表現や鮮やかな色彩などイタリアでの研鑽がうかがえる作品である。マドリード近郊にあるエル・エスコリアル修道院に所蔵されている。

## 主題
主題は旧約聖書 (創世記37章) から取られている。ユダヤ民族の族長ヤコブは息子たちの中で末っ子のヨセフを殊に愛していたため、兄弟たちはヨセフを憎悪して売り払った。そして、雄山羊を殺して、その血をヨセフの衣につけ、父ヤコブのもとに届ける。彼らはヨセフは死んだと父に偽りの報告をしたのである。このヨセフの衣をイエス・キリスト受難の予兆とする見方もある。

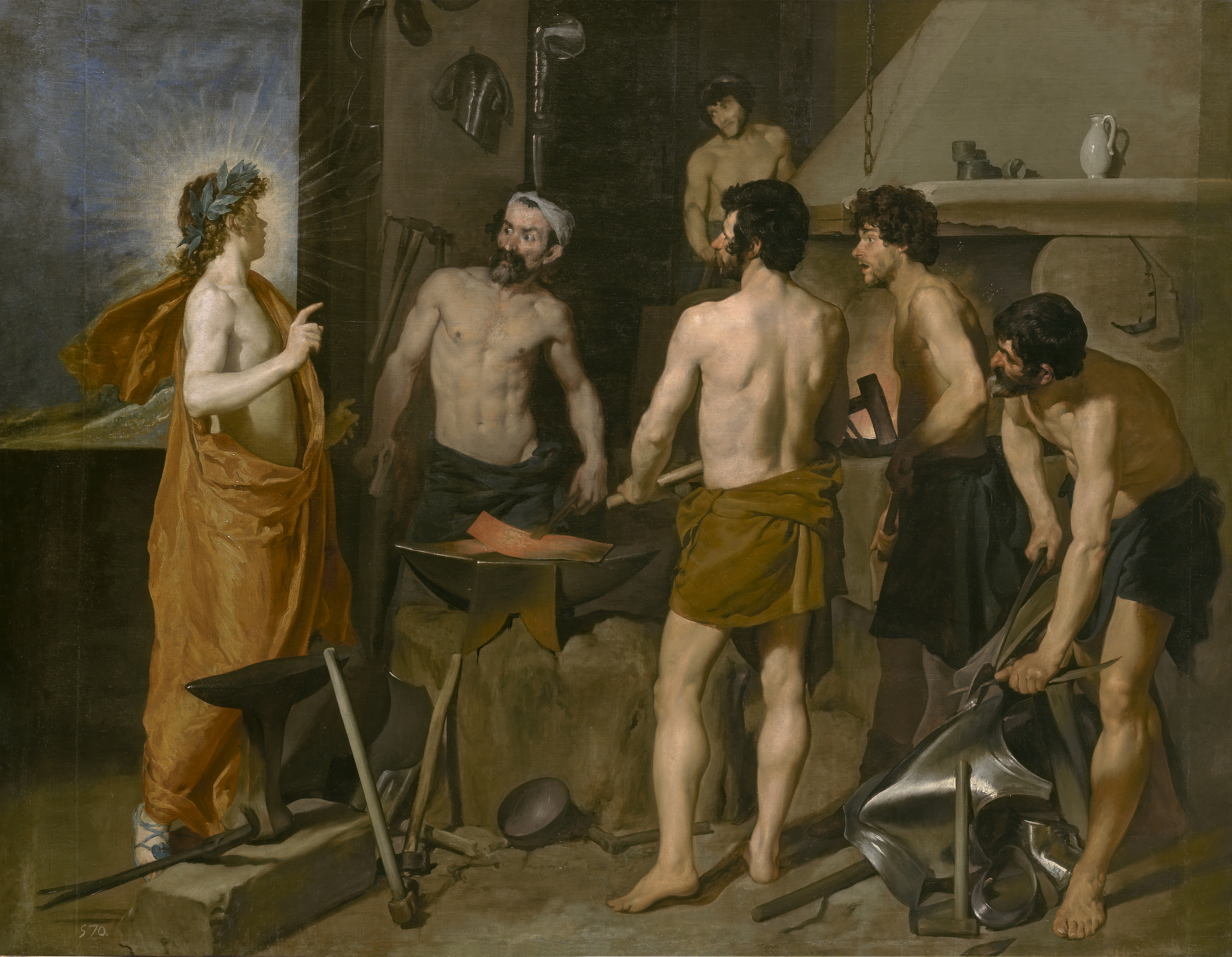
ディエゴ・ベラスケス『ウルカヌスの鍛冶場』(1630年)、223 x 290 cm、マドリード、プラド美術館

## 作品
本作は、ベラスケスの第1回目のイタリア滞在の時期 (1629-1631年) に制作され、画家がスペインに帰国する際、『ウルカヌスの鍛冶場』(プラド美術館) とともに持ち帰ったものである。ベラスケスの師アントニオ・パチェーコ によれば、ベラスケスは「イタリアで偉大な作品を観る」ため約1年半にわたってこのイタリア旅行をした。画家はジェノバ、ミラノ、ヴェネツィア、フェッラーラ、チェント、ローマなどを訪れたが、大半はローマのバチカン宮殿で過ごし、ミケランジェロ、ラファエロを模写した。また、夏の間はローマの高台にある涼しいヴィラ・メディチに滞在して、古代ローマ彫刻を研究したことが知られている。ベラスケスの友人で彫刻家であったフアン・マルティネス・モンタニェースによると、ベラスケスはローマで古典と当代の絵画、彫像、レリーフなどを研究し、遠近法と構図の点で大いに上達したという。
本作には画家のイタリアでの研究成果が顕著に現れており、特にアンニーバレ・カラッチの古典主義やヴェネツィア派の色彩表現を吸収している。人物像にはグエルチーノの作品や古代彫刻の影響がうかがえ、そうしたほぼ等身大の人物像が広い空間の中に有機的に配置されている。画家はまた、イタリアで解剖学への関心を深めたらしく、それは裸体描写 (後ろ姿の青年の正確な表現) の中に見て取れる。人物の動きの表現においてはピエトロ・ダ・コルトーナ、グイド・レーニからの影響もうかがえる。
この作品には、画家が初期セビーリャ時代の厳格な自然主義を脱し、中期の豊潤な色彩世界と開放的な空間構造へと移行していく決定的な転回点が見られる。